# 第二半インターナショナル
第二半インターナショナル  （だいにはんインターナショナル、2½ International）は、第一次世界大戦後に第二インターナショナルとコミンテルン（第三インターナショナル）の統合をめざして結成された社会主義者の国際組織である。
正式には「国際社会党（行動）同盟」（International Working Union of Socialist Parties / 「社会主義諸政党国際協働体」とも）と称し、一般には「第二半インターナショナル」「ウィーン・インターナショナル」（ウィーン連合）という通称でより知られている。なお「第二半」という表現はコミンテルン側からの貶称である。

## 経緯
1920年4月にイギリス独立労働党は、すべてを包括したインターナショナルの再興計画に関して、スイス社会民主党に打診したことがあった。一年にわたる協議の結果、この目的は達成されなかったが、1921年2月にウィーンで開かれた会議で、オーストリア社会民主党を中心にしてもう一つの「インターナショナル」が創設された。しかし、これは第2・第3の両インターナショナルによって同じようにボイコットされた。第二半インターナショナルは、革命的祖国敗北主義と社会革命との完全な関連を承認することを拒んでレーニンの激しい攻撃の的となった「ツィンメルヴァルト多数派」（ツィンメルヴァルト会議で多数を占めた右派）の後継者であった。このグループは、善意の平和主義と、抗争しているインターナショナルの中間を行こうとする意思の他なにも綱領らしきものを持たなかった。
1922年初めに、世界の労働者組織の一般会議を提案したところが、統一戦線の政策を採っていたコミンテルン側に熱心に受け容れられ、2月にコミンテルン執行委員会は「労働者大衆の統一行動は」「政治的見解での原則の相違にかかわらず」ただちに実現できる、と明言した。第2インターナショナル側ははるかに慎重であったが、それでも4月2日に３つのインターナショナルはベルリンの国会議事堂 (ドイツ)で会議を開く。このときの第二半インターナショナルの代表は、オーストリアは社会民主党左派（オーストロ＝マルクス主義派）のフリードリヒ・アドラーとオットー・バウアー、フランスからはジャン・ロンゲ、ロシアのメンシェヴィキであるユーリー・マルトフとアブラモヴィッチ、イギリス独立労働党のウォールヘッドなどであった。決議はなされたものの、レーニンの反対は強く、5月23日にフランス・イギリス・ベルギーの諸党が開いたインターナショナル再統合のための組織委員会から、コミンテルン側は脱退した。その年の終わりに、ドイツ独立社会民主党の残党がドイツ社会民主党に合流した結果として、第二半インターナショナルは労働社会主義インターナショナルに平穏に吸収された。